# Rio de águas brancas

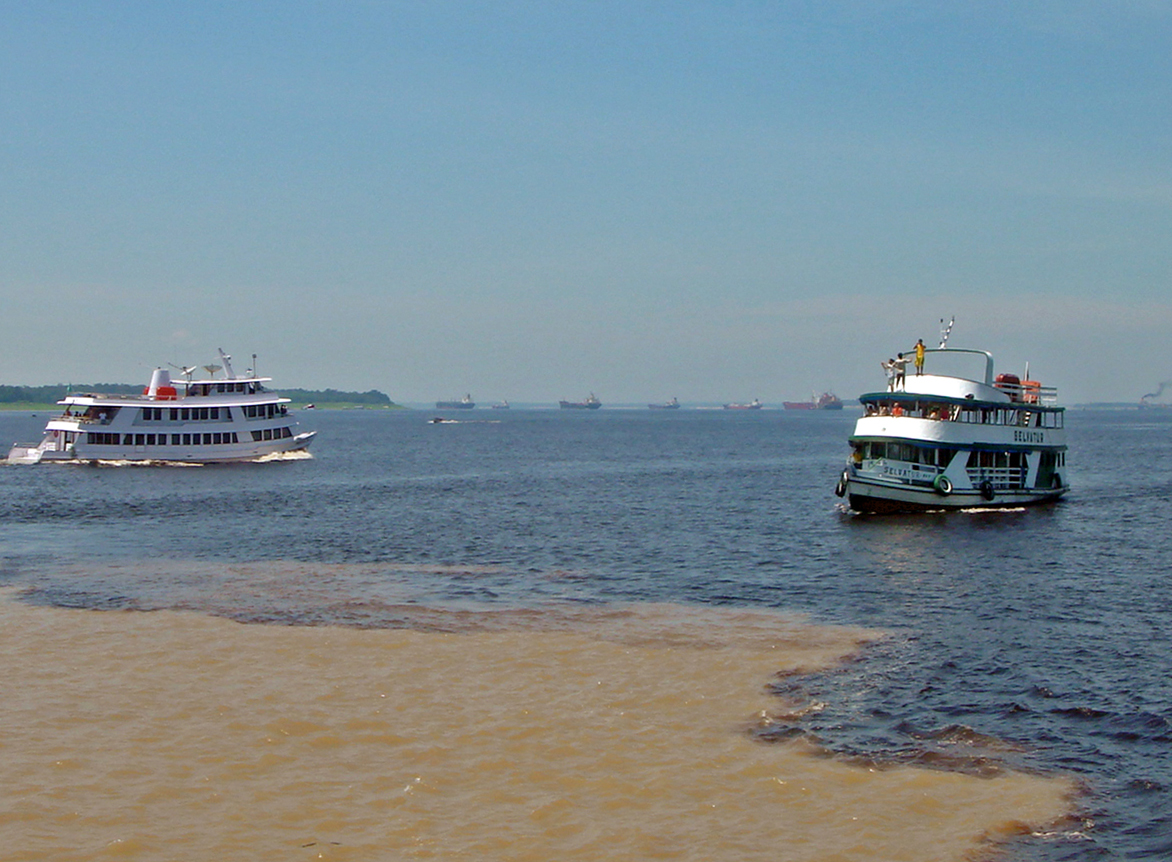
O Encontro das Águas onde o Rio Amazonas de águas claras e amarronzadas (águas brancas) se mistura com o Rio Negro de águas escuras (águas pretas)

Um rio de águas brancas é classificado com base em sua química, sedimentos e cor da água. Os rios de águas bravas têm altos níveis de sedimentos suspensos, o que dá à água um pH quase neutro, uma alta condutividade elétrica e uma cor lamacenta pálida, semelhante a café au lait. Rios de águas brancas são de grande importância ecológica e importantes para a pesca local. As principais planícies de inundação sazonais da Amazônia, conhecidas como várzeas, recebem suas águas deles.
Os rios de águas brancas mais conhecidos são os amazônicos e nascem nos Andes, mas também existem rios de águas brancas em outras partes da América do Sul e em outros continentes.
Os rios amazônicos se dividem em três categorias principais: águas brancas, águas pretas e águas claras. Este sistema de classificação foi proposto pela primeira vez por Alfred Russel Wallace em 1853 com base na cor da água, mas os tipos foram mais claramente definidos de acordo com a química e a física por Harald Sioli da década de 1950 à década de 1980. Embora muitos rios amazônicos se enquadrem claramente em uma dessas categorias, outros apresentam uma mistura de características e podem variar dependendo da estação e dos níveis de cheia.

## Localização

### América do Sul

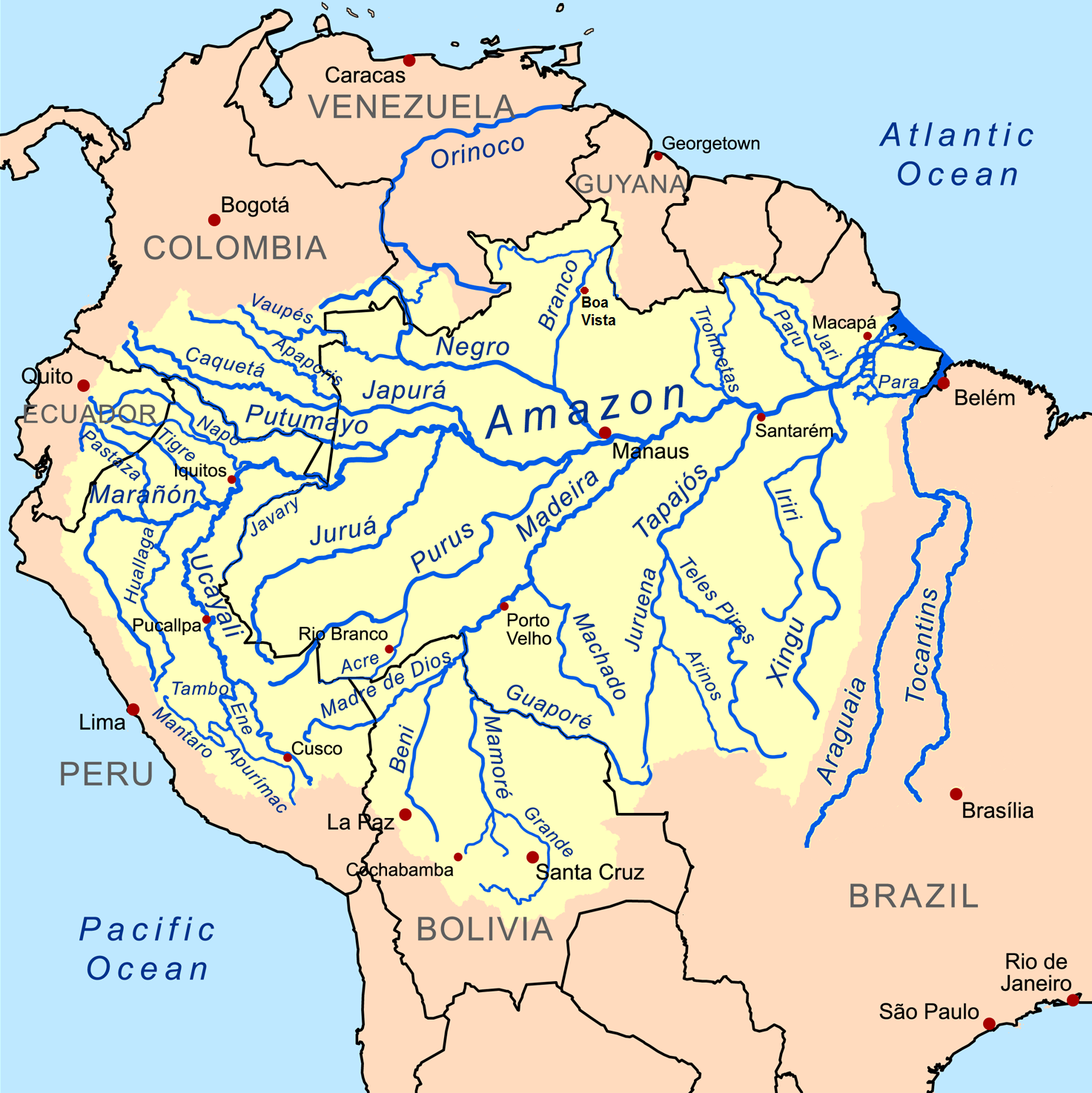
Mapa da bacia amazônica. Rios que nascem nos Andes (extremo oeste e sudoeste da bacia) são normalmente de águas brancas.

Os rios de águas brancas mais conhecidos são os amazônicos e nascem nos Andes . Os principais rios de águas brancas são Solimões–Amazonas, Caquetá–Japurá, Putumayo, Marañón, Ucayali, Javary, Juruá, Acre, Purus, Madre de Dios, e Madeira. Embora o Rio Branco seja tradicionalmente considerado de águas brancas, ele tem uma série de características (algumas delas variando com a estação) que não se enquadram claramente na classificação e alguns se referem a ele como águas claras.
Fora da Amazônia, um pequeno número de rios sul-americanos são considerados de águas brancas, principalmente certos tributários do Orinoco, como os rios Guaviare, Meta e Apure, e do Paraná—Paraguai, como os rios Bermejo e Salado, que têm sua nascente nos Andes.

### Em outros continentes
Fora da América do Sul, esse sistema de classificação não é amplamente utilizado, mas há vários rios com características predominantemente de águas brancas. Em África, estes incluem o curso principal do Níger e a sua planície de inundação, Orashi, o Nilo (nomeadamente o Nilo Azul), o médio e baixo Zambeze, e os rios Cross, Mungo, Sanaga e Wouri. Na Ásia, exemplos são a corrente principal do Mekong (especialmente na estação chuvosa), e vários riachos de terras altas em grandes bacias hidrográficas na parte sul e sudeste do continente. Na Europa, algumas secções do Danúbio apresentam características de águas bravas.

## Ecologia

O tambaqui, uma espécie importante na pesca amazônica, depende das águas brancas para se reproduzir.

A diferença na química e na visibilidade entre os vários rios de águas pretas, brancas e claras resulta em diferenças distintas na flora e na fauna. Muitas espécies de águas pretas e claras estão restritas a partes relativamente pequenas da Amazônia, já que diferentes sistemas de águas pretas e claras são separados (e, portanto, isolados) por grandes seções de águas brancas. Essas "barreiras" são consideradas uma força principal na especiação alopátrica na bacia amazônica.
Assim como na América do Sul, diferenças distintas entre espécies de águas pretas e brancas podem ser vistas na Ásia e na África. Por exemplo, a fauna de peixes nos rios de águas brancas africanos tende a ser dominada por ciprinídeos, bagres e peixes-elefante, enquanto os rios de águas pretas geralmente têm mais caraciformes e ciclídeos.
Os altos níveis de nutrientes nos rios de águas brancas permitem altos níveis de perifíton (em contraste com os rios de águas negras pobres em nutrientes), mas a turbidez da água restringe a luz, limitando assim os processos fotossintéticos, que são necessários para algas e macrófitas submersas, na parte mais alta da coluna de água. O perifíton é aproximadamente igual ao nível de produção em lagos eutróficos temperados. A abundância bacteriana e as taxas de produção são aproximadamente iguais nos rios de águas brancas e pretas, mas ambas variam com o nível da água e as produções são maiores durante a estação das águas altas.
As principais planícies de inundação sazonais da Amazônia, conhecidas como várzea, recebem suas águas de rios de águas brancas e abrigam muitos animais e plantas. Na Amazônia brasileira, a várzea cobre cerca de 200 000 quilômetro quadrados (77 000 sq mi), o que equivale a 4% de toda a área (o dobro da área coberta pelo igapó). Além das florestas e bosques com árvores e outras plantas que são sazonalmente cobertas por água, cerca de um terço da área desta planície de inundação é coberta por grandes prados flutuantes. Estes prados flutuantes abrigam a mais rica comunidade amazônica de invertebrados aquáticos e são importantes para os peixes, especialmente as espécies que os visitam durante a estação das cheias para se alimentarem ou se reproduzirem (um número menor de espécies de peixes vive no habitat durante todo o ano). As planícies de inundação também são muito importantes para a pesca. Por exemplo, na Amazónia brasileira, 61% dos rendimentos da pesca de subsistência e da pesca de mercado local provêm de distritos com várzea. Várias das espécies mais importantes na pesca amazônica dependem das águas brancas para reprodução: o tambaqui (Colossoma macropomum), o curimatã (Prochilodus nigricans) e o Semaprochilodus spp. movem-se para rios de águas brancas para desovar, e muitas espécies grandes de bagres (especialmente pimelodídeos como Brachyplatystoma) realizam longas migrações rio acima para desovar. A maioria das grandes cidades da região amazônica, como Iquitos, Manaus, Santarém e Belém, estão localizadas em rios de águas claras ou pretas (que têm menos insetos), mas na junção de rios de águas brancas (que têm melhor pesca). Devido ao alto nível de peixes-presa, o maior tamanho de grupo de golfinhos do rio Inia está em seções das bacias do Amazonas e do Orinoco que são diretamente influenciadas por águas brancas.